# Mastixis fulvisigna
Mastixis fulvisigna là một loài bướm đêm trong họ Noctuidae.